# Luiz Tasuke Watanabe
Pour les articles homonymes, voir Watanabe.
Luiz Tasuke Watanabe est un karatéka brésilien originaire du Rio Grande do Sul surtout connu pour avoir été le premier Sud-Américain et le deuxième champion du monde de karaté individuel de l'histoire de cette discipline grâce à sa prestation aux championnats du monde de karaté 1972 à Paris, en France.

## Palmarès
- 1972 :  Médaille d'or en ippon masculin aux championnats du monde de karaté 1972 à Paris, en France[2].